# Войнаренко Михайло Петрович
Миха́йло Петро́вич Войнаре́нко (22 липня 1950, село Струга Новоушицького району Хмельницької області — 27 жовтня 2020, Хмельницький) — український учений. Доктор економічних наук (1995). Професор (1996). Член-кореспондент НАН України (2015).

## Біографія
1967 року здобув середню освіту у рідному селі. У 1967—1968 роках працював робітником на Кам'янець-Подільському цукровому заводі.
У 1968—1969 роках навчався у Кам'янець-Подільському індустріальному технікумі (нині Кам'янець-Подільський індустріальний коледж).
У 1969—1971 роках служив у армії (Чернігівське вище військове авіаційне училище льотчиків імені Ленінського комсомолу).
1976 року закінчив із відзнакою Хмельницький технологічний інститут побутового обслуговування (нині Хмельницький національний університет), в якому і залишився працювати.
У 1984 році захистив кандидатську дисертацію  в Інституті економіки Академії наук України.
У 1995 році захистив дисертацію та отримав науковий ступінь  доктора економічних наук у 1996 році звання професора.
2015 року обрано членом-кореспондентом НАН України.
З 1995 року  є директором центру з реалізації міжнародних проектів у Хмельницькій області, координатором програми TACIS щодо перепідготовки та працевлаштування офіцерів запасу (1995-2002), Українсько-Британської програми (2002-2005), ОБСЄ (2005), Програми НАТО «Партнерство заради миру» (з 2006 р.).
Войнаренко М.П. є поетом піснярем на його вірші написано близько 30 пісень, які виконують 7 народних і 14 заслужених артистів України, заслуженим  діячем естрадного  мистецтва України (2008).
З 2004 року – проректор з науково-педагогічної роботи, з 2008 року – перший проректор Хмельницького національного університету.

## Державні нагороди
- Почесні грамоти Міністерства освіти і науки України (1996, 1999, 2010)
- Почесний знак «Відмінник освіти України» (1997)
- Почесне звання «Заслужений діяч науки і техніки України» (2002)
- Почесна грамота Кабінету Міністрів України(2005)
- Почесна грамота Верховної Ради України (2005)
- Орден України «За заслуги» ІІІ ступеню (2011)
- Почесна відзнака «За заслуги перед Хмельниччиною» (2015)

## Науково-редакційна діяльність
М. П. Войнаренко є членом  редколегії українського журналу "Економіст", м. Київ, головою редколегії секції «Економічні науки» Вісника ХНУ, головою Хмельницької обласної організації Спілки економістів України.